# 西尾梓
西尾 梓（にしお あずさ、1997年4月11日 - ）は、日本のアナウンサー。

## 人物
岐阜県出身。南山中学校女子部、南山高等学校女子部卒業。
大学時代は、『報道ステーション』（テレビ朝日）の学生ADをしていた。
2021年3月に大学卒業後、4月に静岡朝日テレビに入社。同期は白木愛奈。
2022年3月11日放送の『スポーツパラダイス』で佐野怜莉、片山真人アナウンサーが新型コロナウイルスに感染し出演を取りやめた為、同番組の石田和外アナウンサーとMC代理を務めた。
2024年1月末をもって静岡朝日テレビを退社し、少しゆっくりしてから東京でテレビ関係の仕事をする予定であることを自身のインスタで報告した。

## 過去の出演番組
- とびっきり!しずおか：リポーター
- アナRUN+
- SATVニュース